# Havelock Island
Havelock Island är en ö i Indien.   Den ligger i unionsterritoriet Andamanerna och Nikobarerna, i den sydöstra delen av landet, 2 500 km sydost om huvudstaden New Delhi. Arean är 114 kvadratkilometer.
Terrängen på Havelock Island är platt. Öns högsta punkt är 199 meter över havet. Den sträcker sig 18,8 kilometer i nord-sydlig riktning, och 14,1 kilometer i öst-västlig riktning.

## Bilder

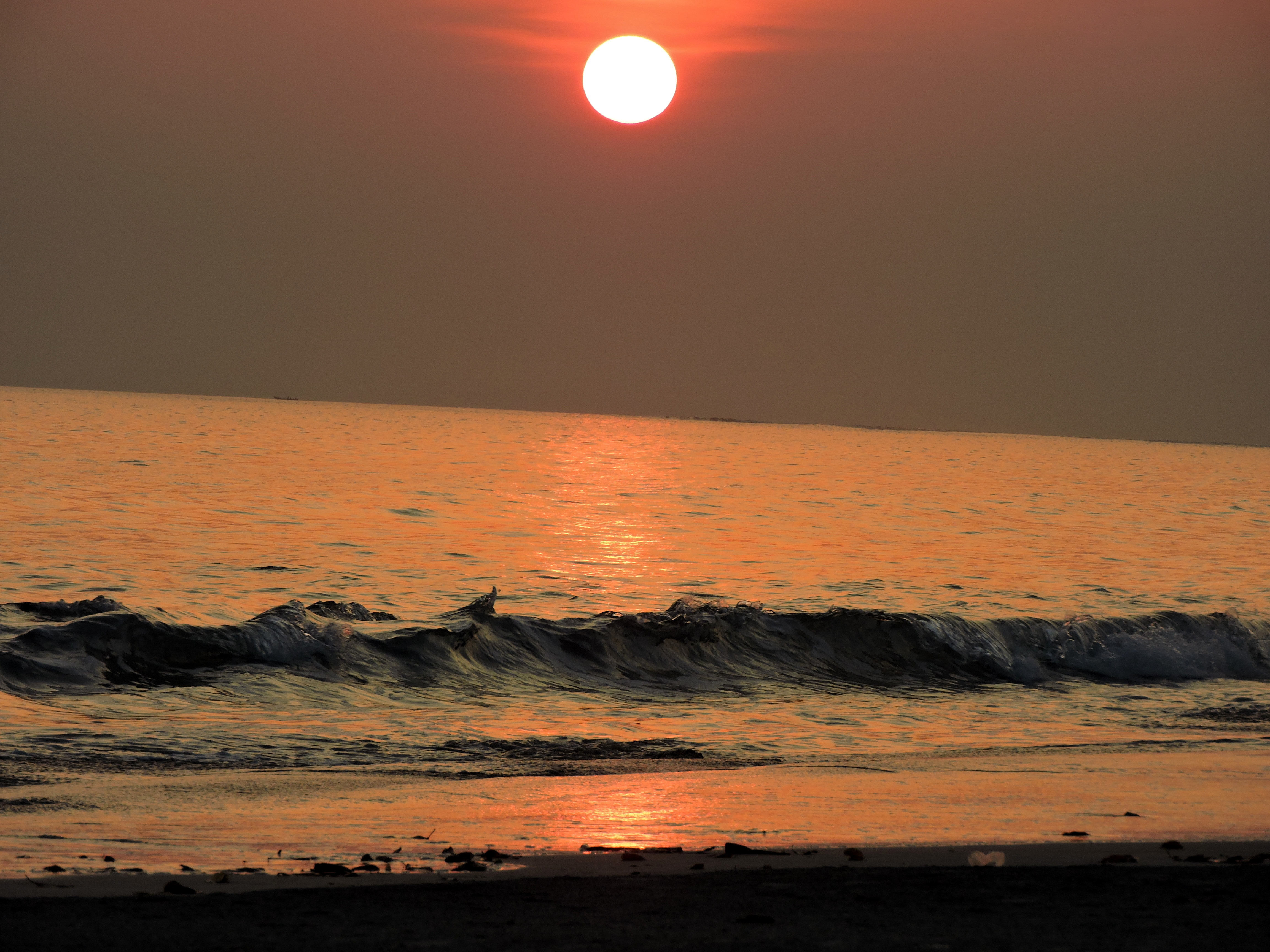
Radha Nagar Beach sunset view
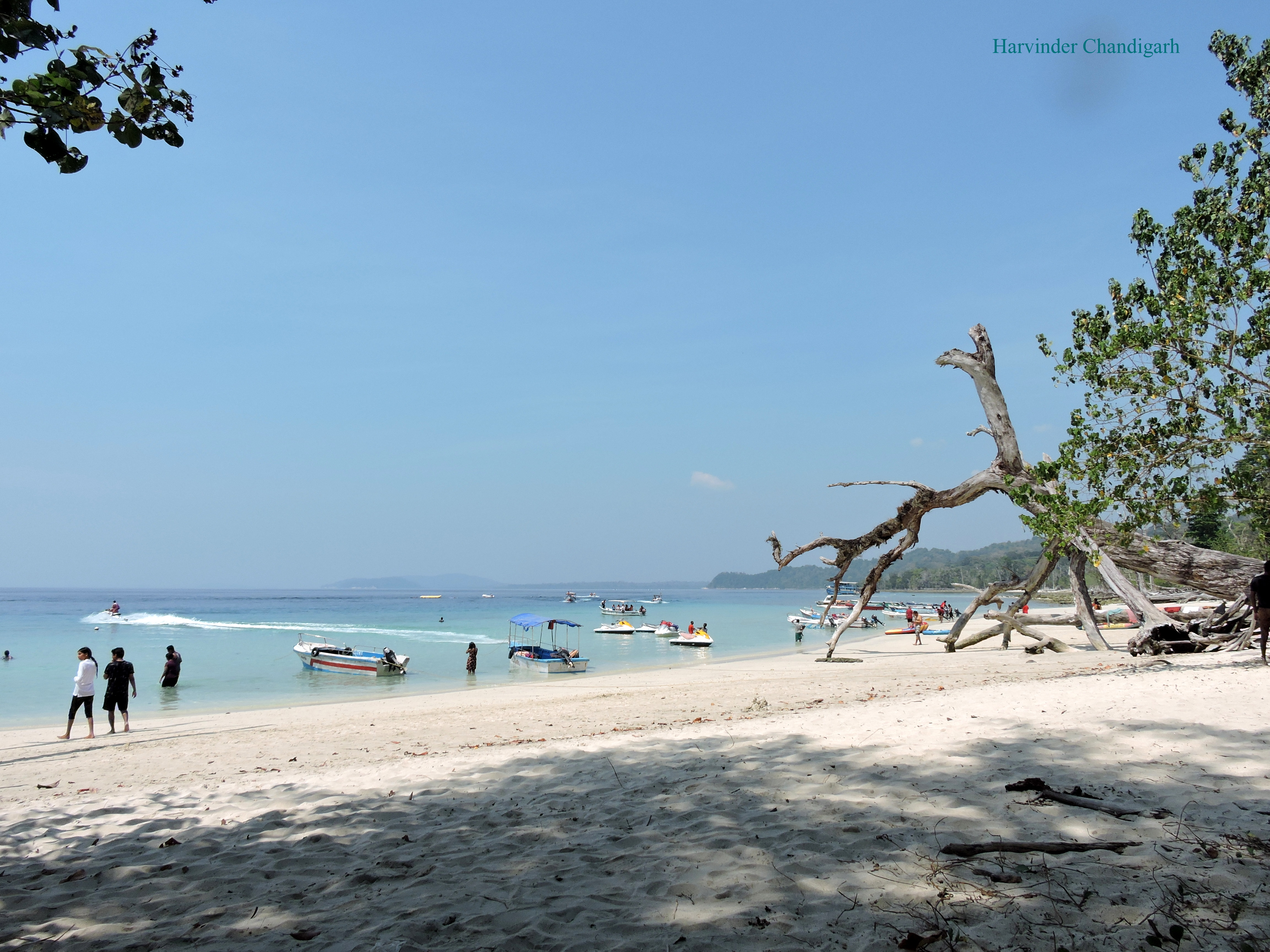
Elephant Beach, Havelock Island
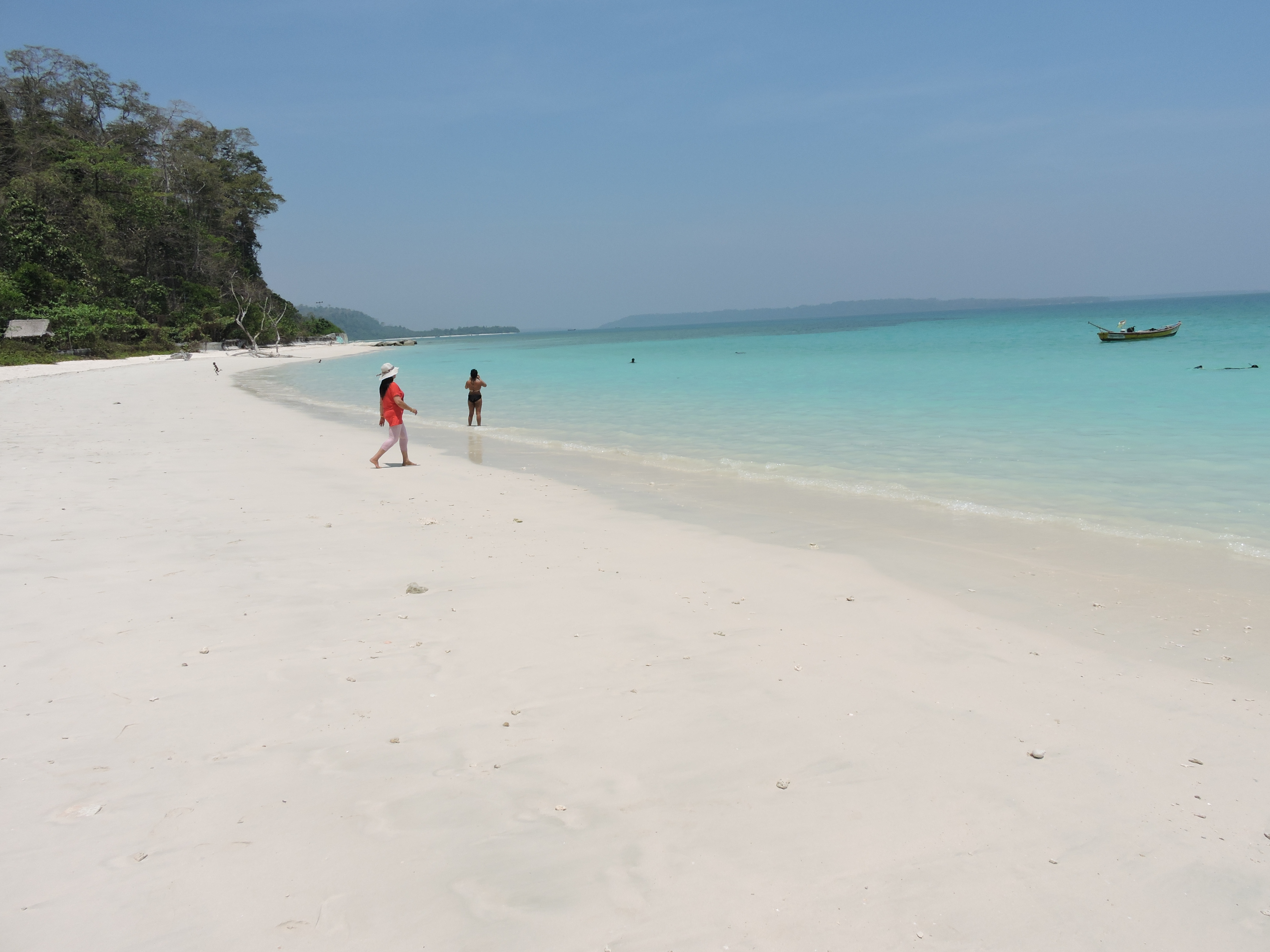
Kalapathar Beach
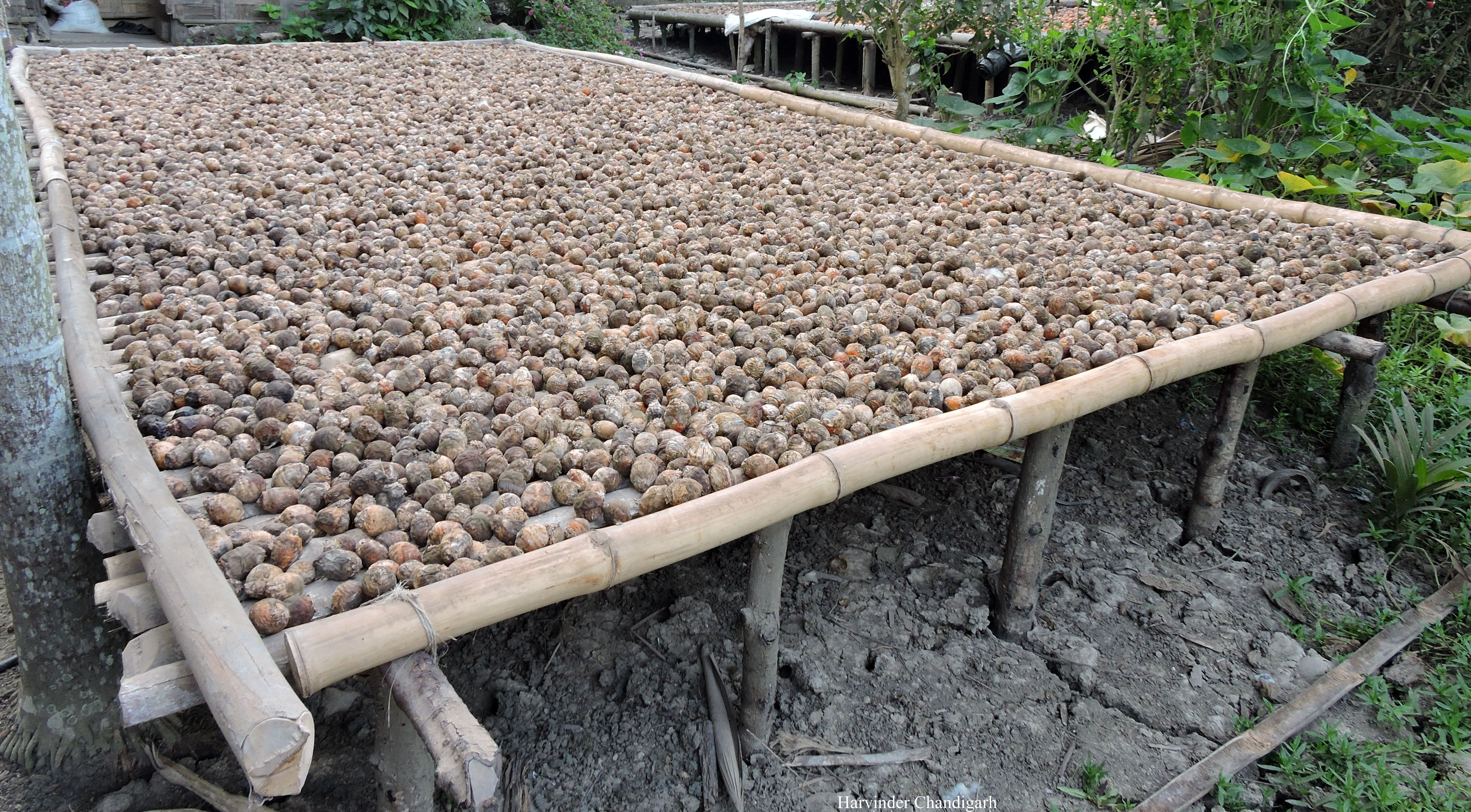
Prominent horticulture produce of Havelock
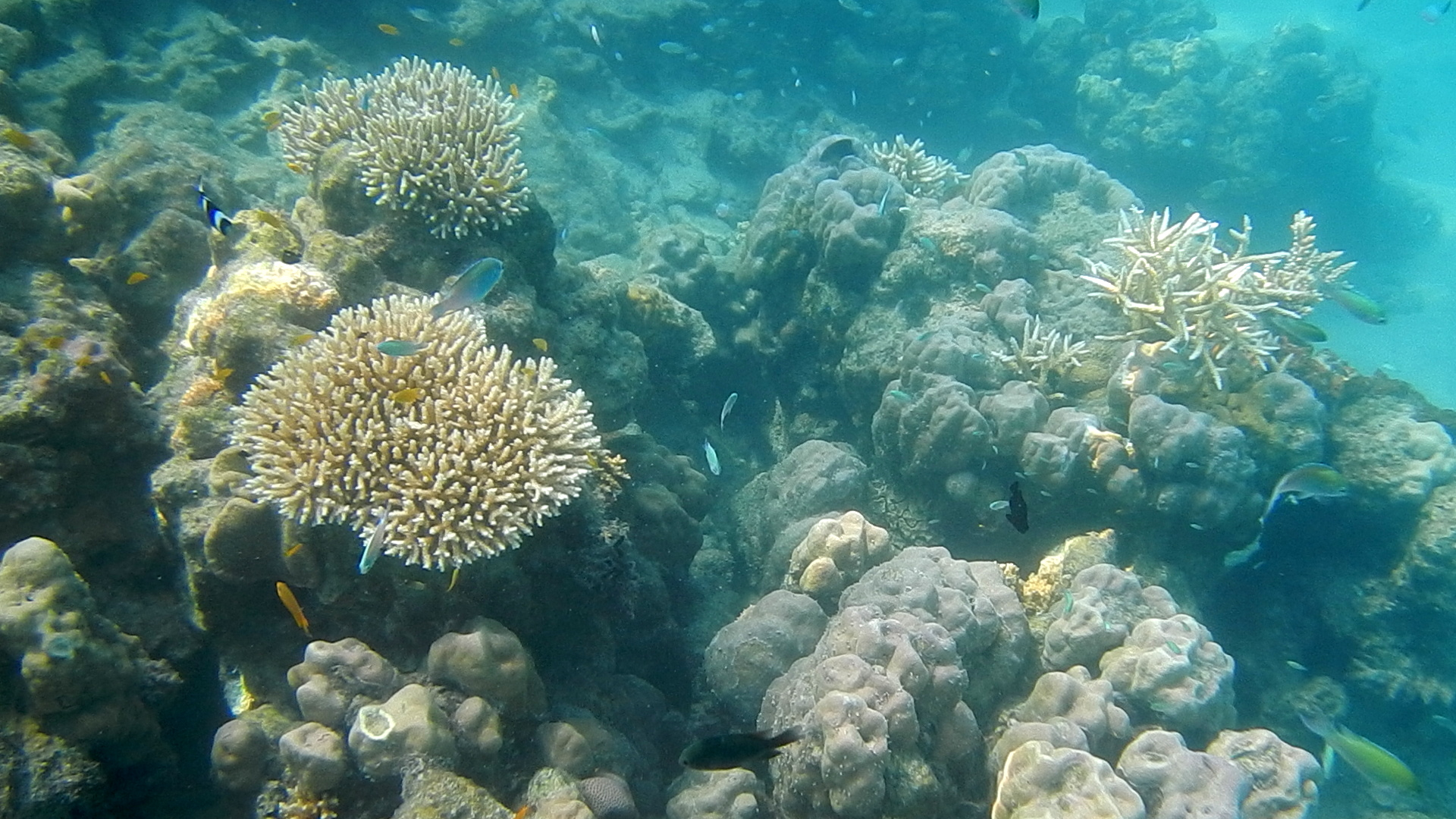
Coral reef Elephant Beach
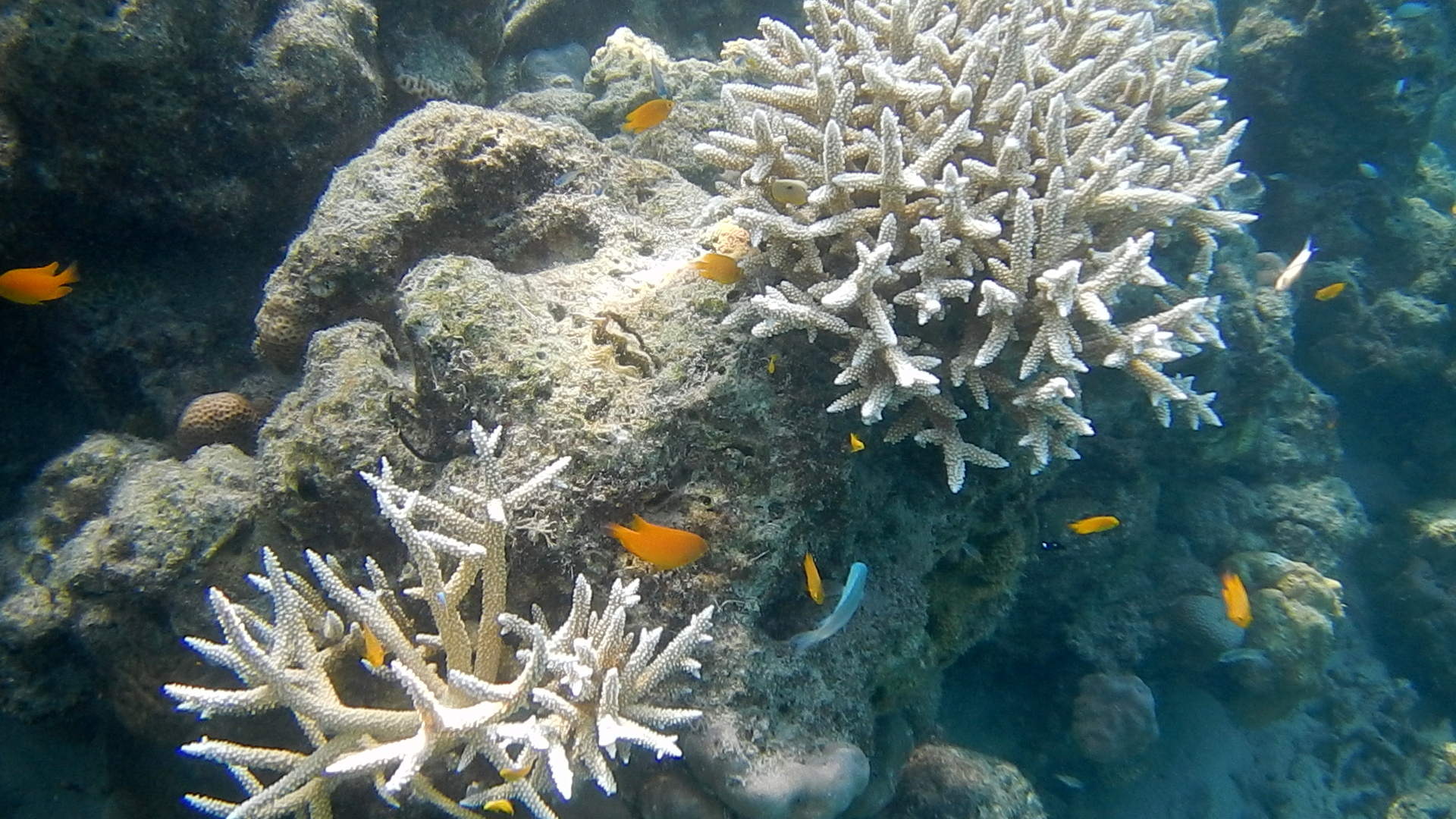
Coral reef Elephant Beach
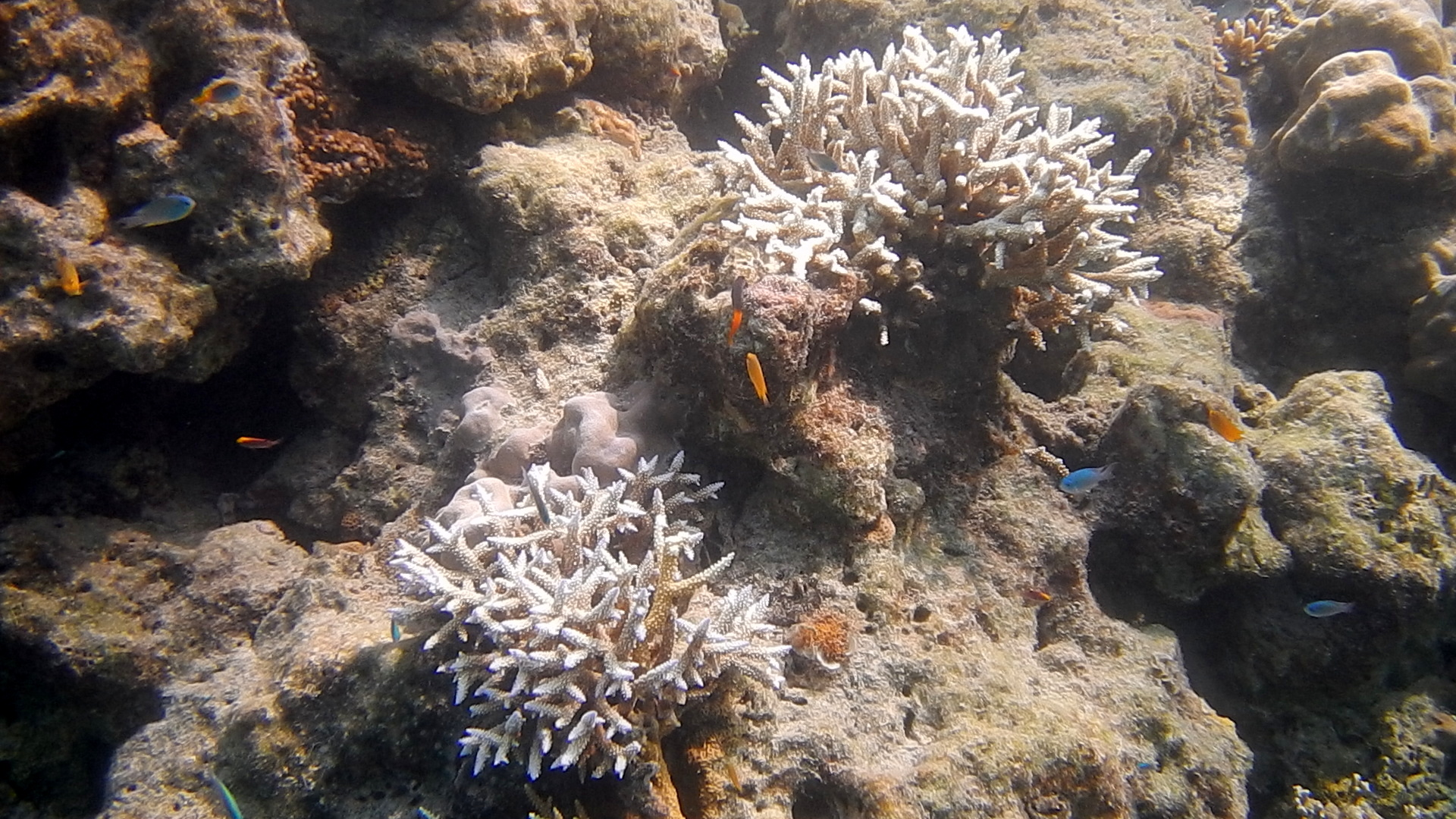
Coral reef Elephant Beach
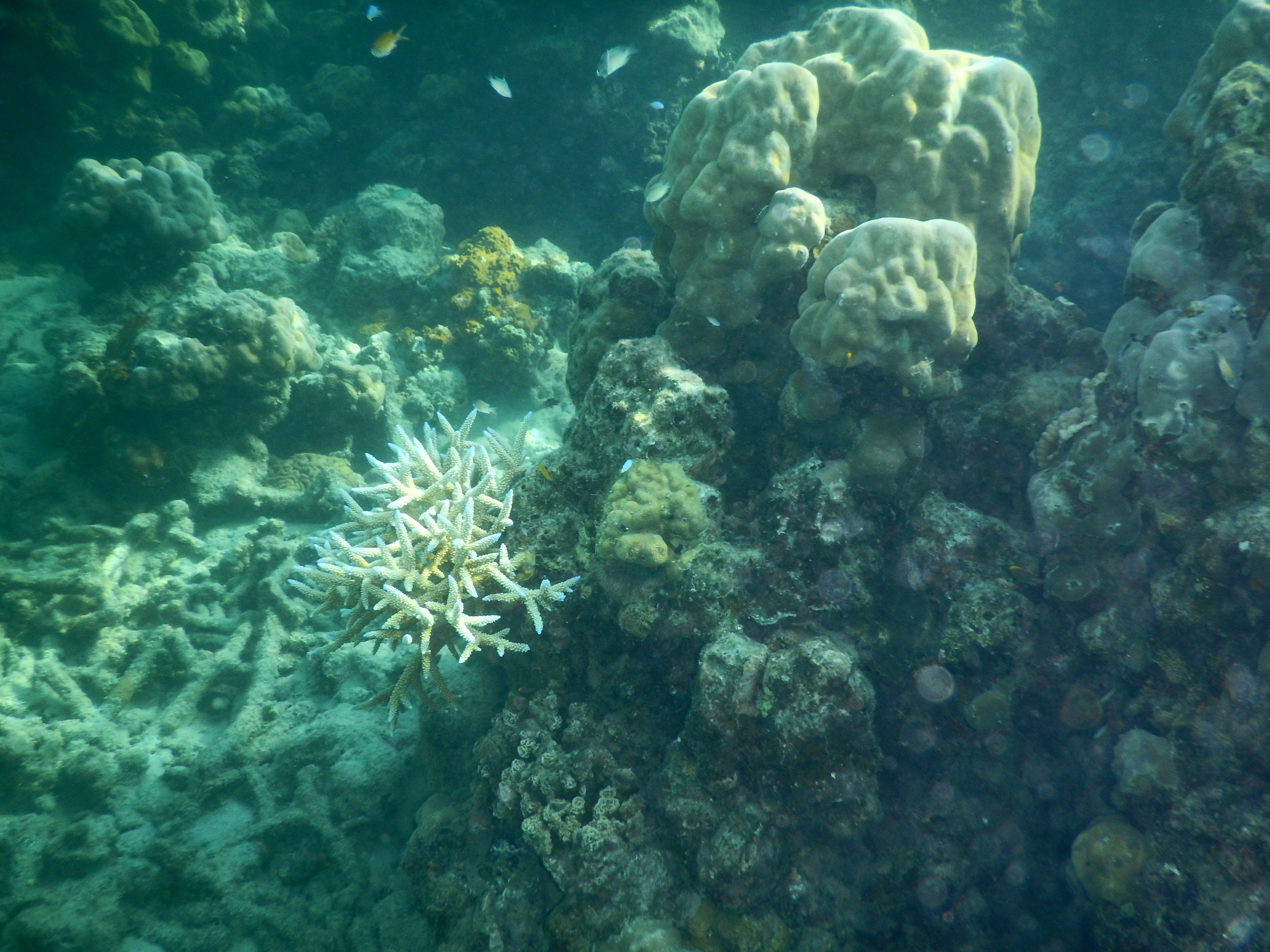
Coral reef Elephant Beach
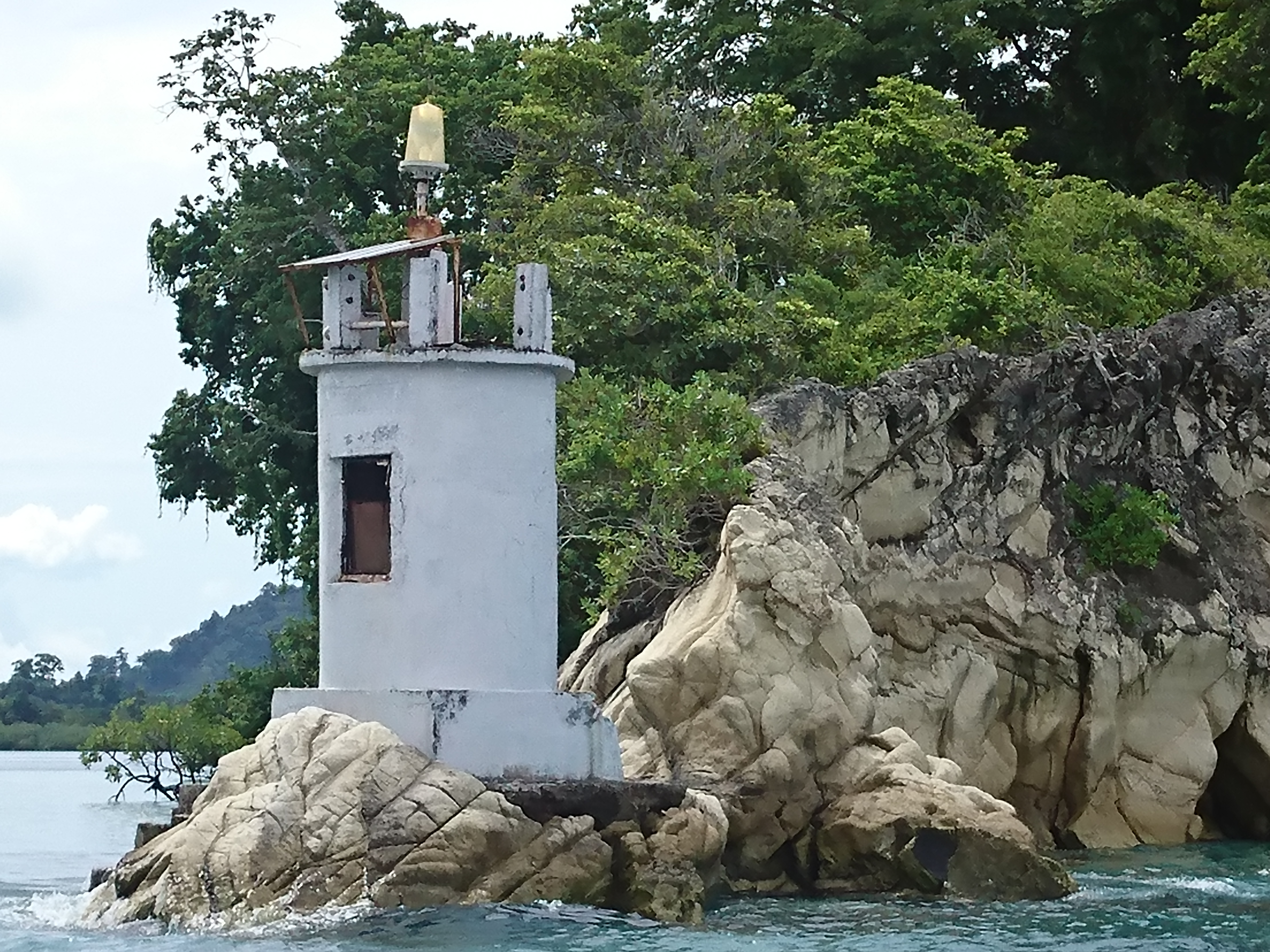
Havelock Light House